# Gastrodia elata
Thiên ma (Gastrodia elata) là một loài thực vật thuộc họ Orchidaceae. Loài này có ở Trung Quốc, Hàn Quốc, Đài Loan, và Nhật Bản. Medicinally used for 'calming the liver'.

## Hình ảnh

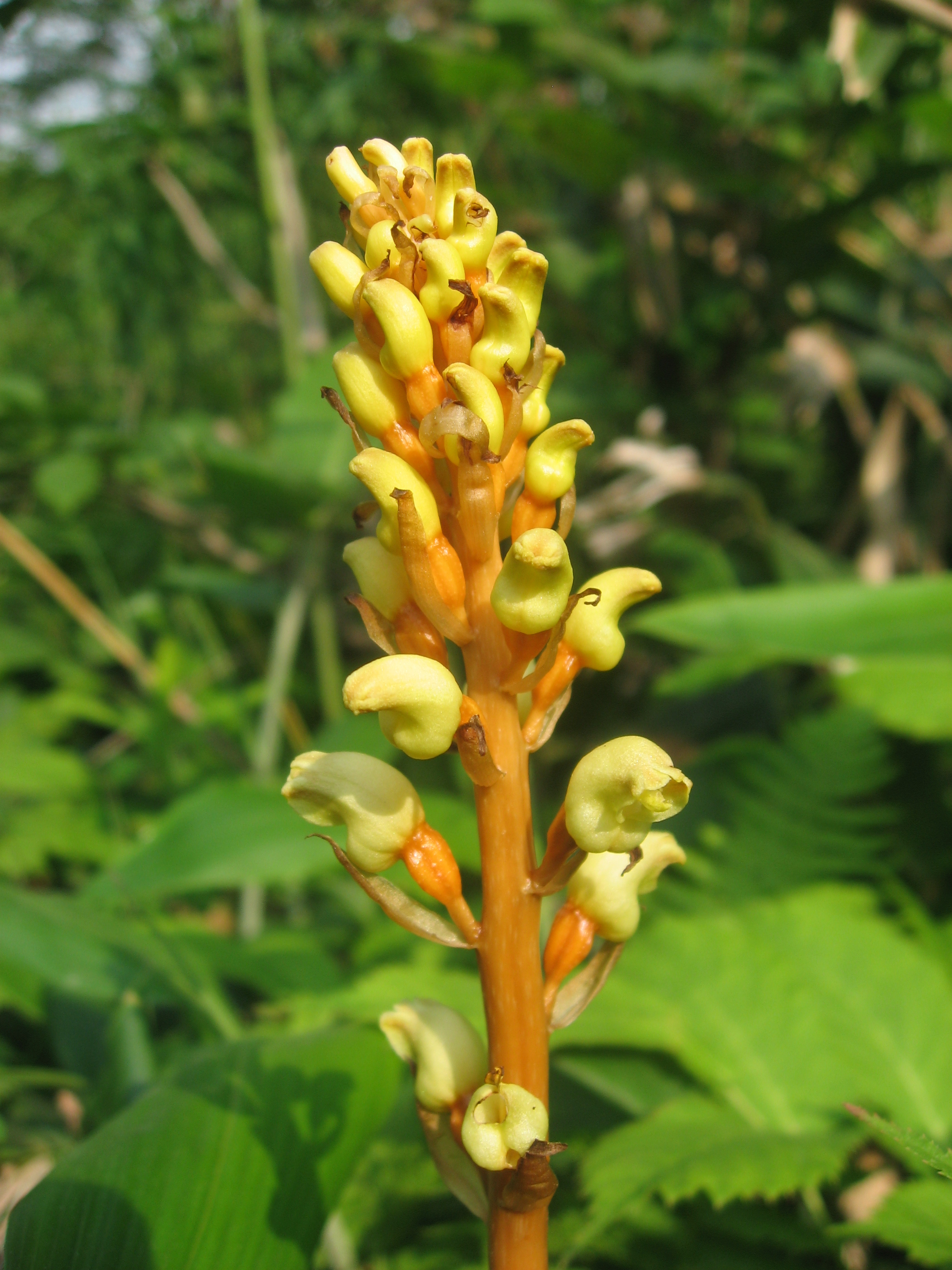
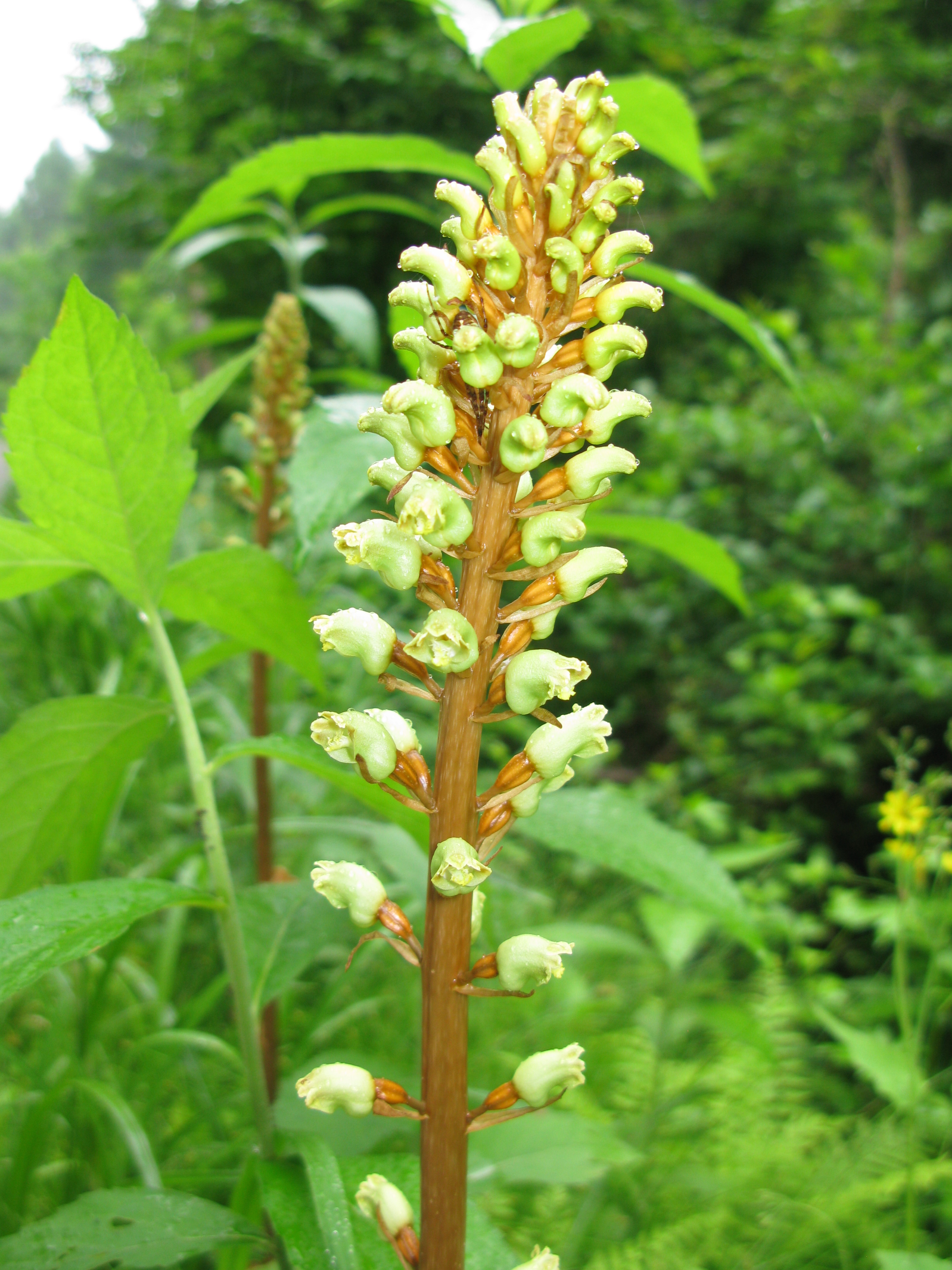
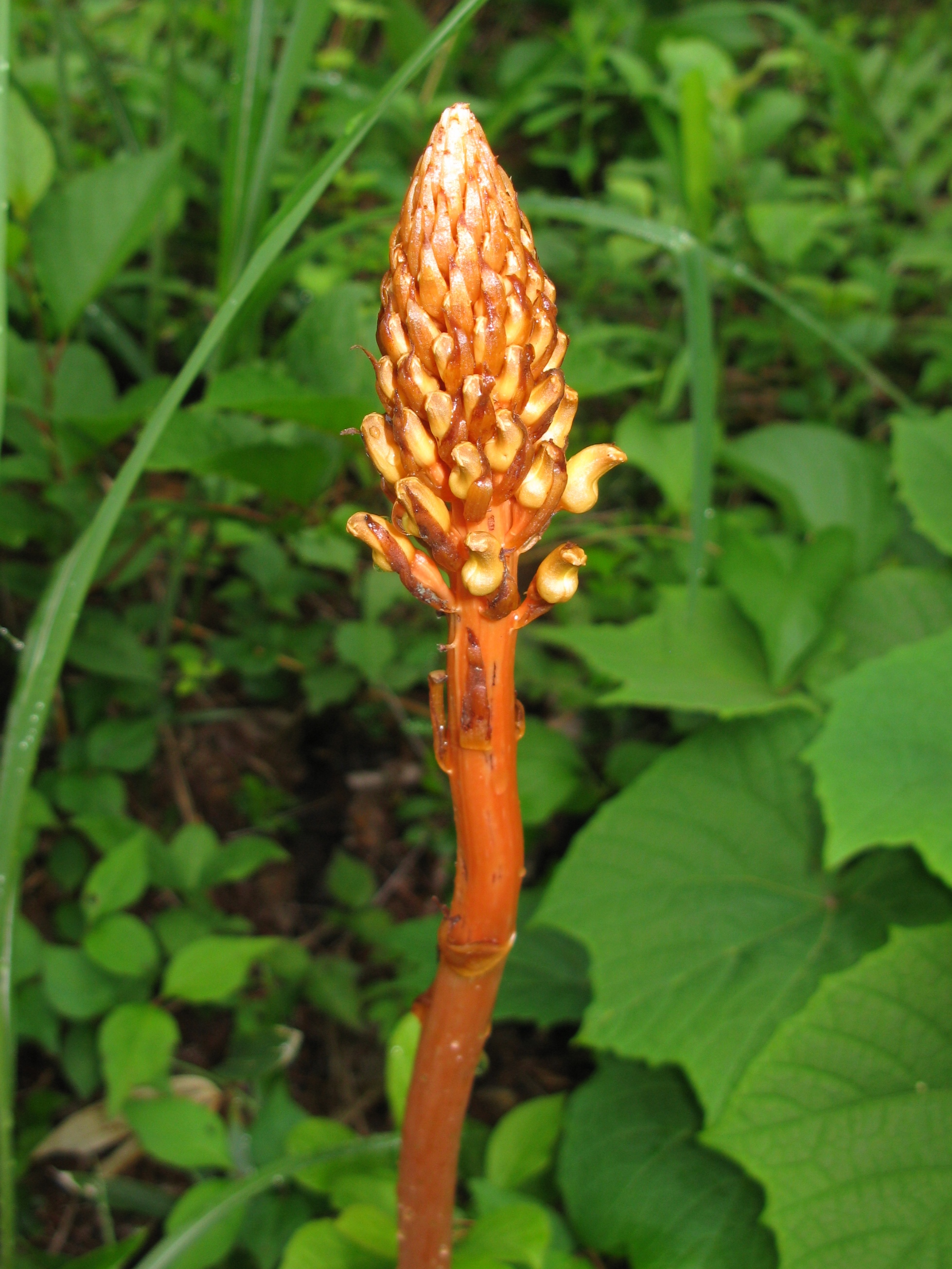
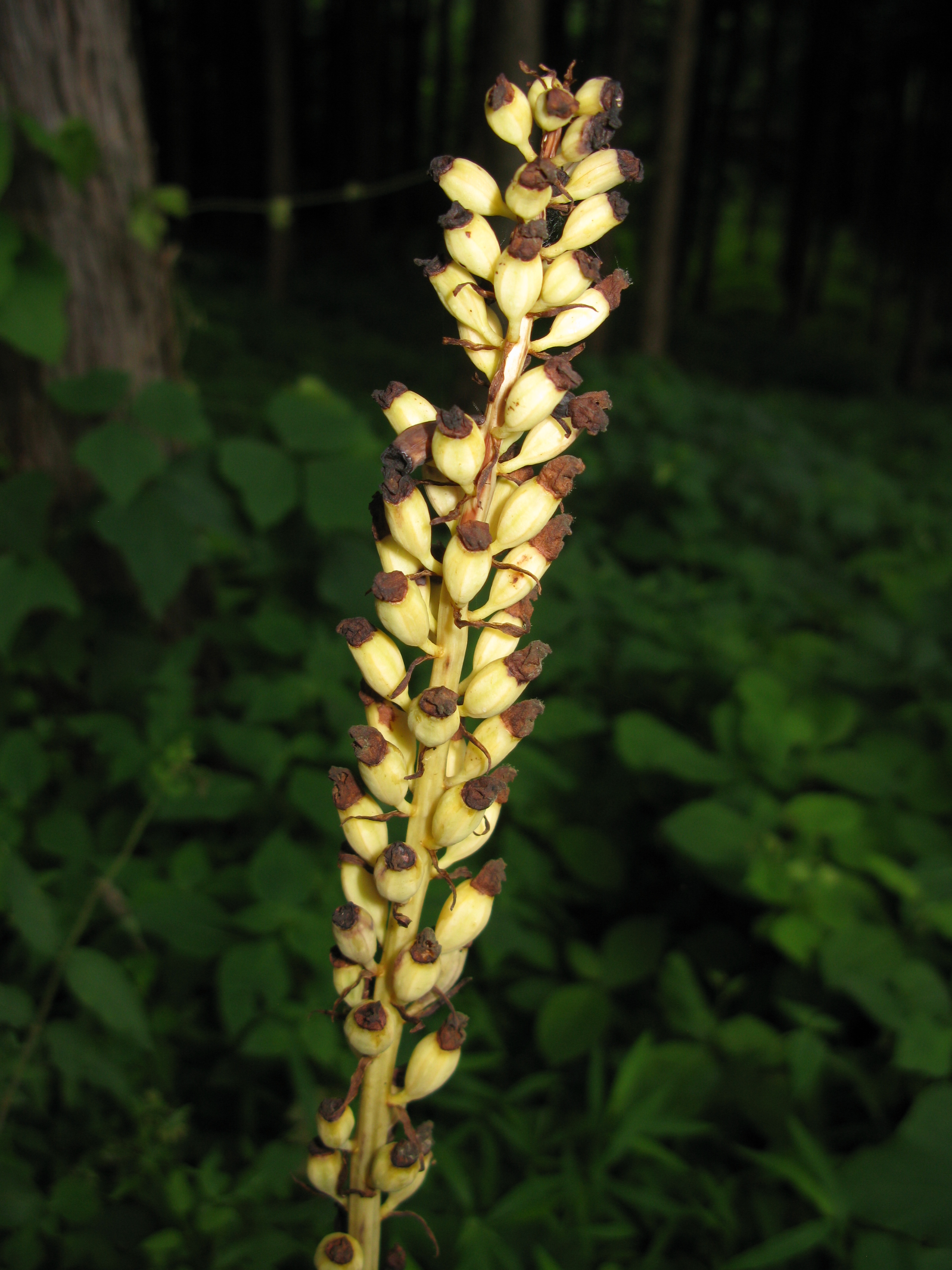